# Neurergus crocatus
Neurergus crocatus é uma espécie de anfíbio caudado pertencente à família Salamandridae. Pode ser encontrada no Irã, Iraque e Turquia.